# 布達 (羅基特涅區)
51°14′24″N 27°16′37″E / 51.24000°N 27.27694°E
布達（烏克蘭語：Буда），是烏克蘭西北部的村莊，隸屬里夫內州的薩爾內區。該村始建於1860年，面積25.4平方公里，海拔高度176米，2001年人口545，人口密度每平方公里21.5人。